# سوزو آمانو
سوزو آمانو (انگلیسی: Suzu Amano؛ زادهٔ ۱۸ فوریهٔ ۲۰۰۴) بازیکن فوتبال اهل ژاپن است.